# Paris va bien
Singles de Sexion d'Assaut
J'ai pas les loves Qui t'a dit ?
Pistes de En attendant L'Apogée : les Chroniques du 75 
Qui t'a dit ?
Paris va bien est un single de la Sexion d'Assaut parue dans l'album En attendant L'Apogée : les Chroniques du 75 en 2011. 

## Classements par pays
| Classement (2012)                      | Meilleure position |
| -------------------------------------- | ------------------ |
| France (SNEP)                          | 17                 |
| Belgique (Flandre Ultratop 50 Singles) | 4                  |